# Teorema dell'assorbimento
Nell'algebra di Boole vale il teorema dell'assorbimento, utilizzato nella sintesi e nell'analisi di un circuito combinatorio in elettronica digitale. Il teorema in realtà ne contiene due e i rispettivi duali e afferma che date due variabili booleane {\displaystyle A,B}:
Primo teorema dell'assorbimento:
{\displaystyle A\cdot (A+B)=A}
{\displaystyle A+A\cdot B=A}
Secondo teorema dell'assorbimento:
{\displaystyle A+{\overline {A}}\cdot B=A+B}
{\displaystyle A\cdot ({\overline {A}}+B)=A\cdot B}

## Dimostrazioni
Dimostriamo il primo teorema:
{\displaystyle A\cdot (A+B)=A\cdot A+A\cdot B=A+A\cdot B=A\cdot 1+A\cdot B=A\cdot (1+B)=A\cdot 1=A}
e il suo duale si dimostra così:
{\displaystyle A+(A\cdot B)=A\cdot 1+A\cdot B=A\cdot (1+B)=A\cdot 1=A}
Per quanto riguarda il secondo teorema, si ha:
{\displaystyle A+({\overline {A}}\cdot B)=(A+{\overline {A}})\cdot (A+B)=1\cdot (A+B)=A+B}
e il suo duale si dimostra così:
{\displaystyle A\cdot ({\overline {A}}+B)=A\cdot {\overline {A}}+A\cdot B=A\cdot B}